# Coccocypselum lanceolatum
Coccocypselum lanceolatum (Ruiz & Pav.) Pers. è una pianta appartenente alla famiglia delle Rubiaceae, originaria dell'America centrale e meridionale.

## Descrizione

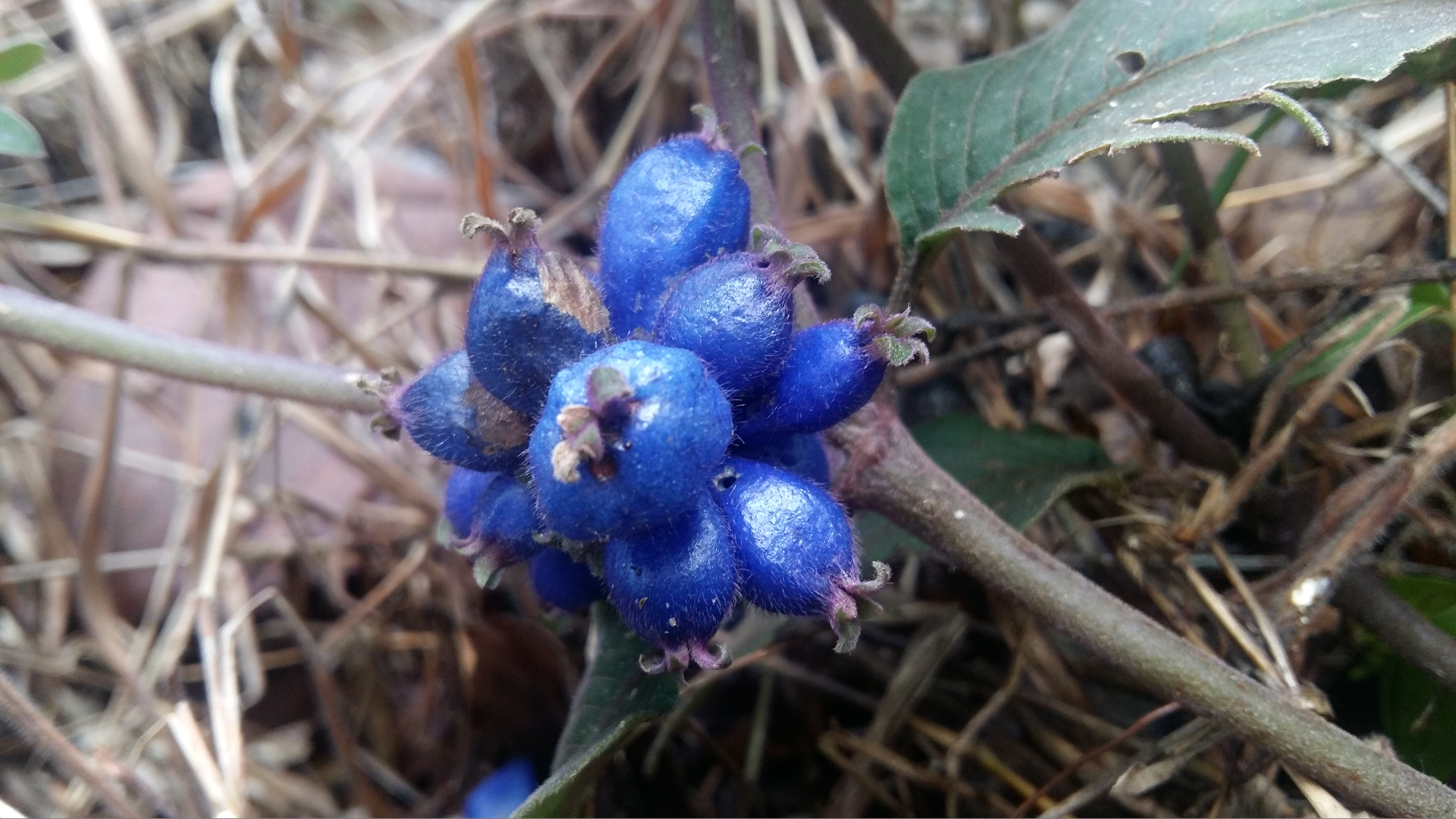
Frutti di C. lanceolatum

C. lanceolatum è una piccola pianta erbacea strisciante (alta fino a 25 cm), di aspetto vellutato. Presenta steli bianchi o rossastri, piccioli lungo fino a 2 cm e foglie di 3-7,5 × 2-3 cm, lanceolate o arrotondate, con apice sottile, margine ciliato e di colore verde o rossastro su entrambi i lati. I fiori con quattro petali, solitamente di colore bianco o rosa, raggiungono 1 cm di diametro e si trovano principalmente all'apice degli steli. Il frutto è una bacca dalla consistenza spugnosa e insapore, con un intenso colore blu a maturazione.

## Distribuzione e habitat
C. lanceolatum è originario dell'America meridionale (Brasile, Argentina settentrionale, Perù, Guyana, Colombia, Bolivia, Ecuador, Venezuela) e centrale (Panama, Costa Rica, Guatemala).